# Ilínskoie (Iúriev-Polski)
|  | Per a altres significats, vegeu «Ilínskoie». |

Ilínskoie (en rus: Ильинское) és un poble de l'óblast de Vladímir, a Rússia, segons el cens del 2010 tenia 87 habitants. Pertany al districte municipal de Iúriev-Polski.